# Människan och Pegasus

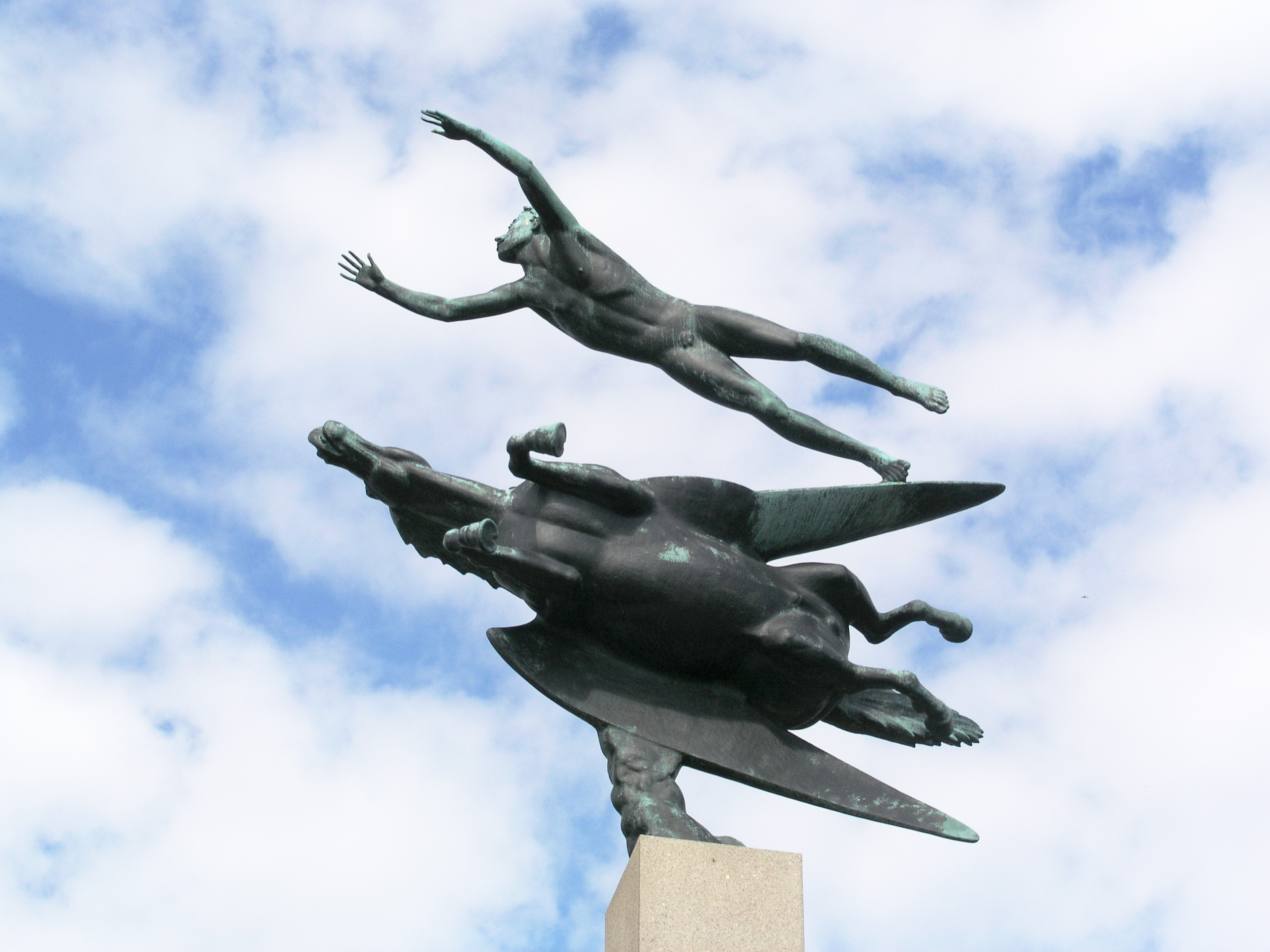
Människan och Pegasus på Millesgården i Lidingö

Människan och Pegasus är en skulptur av Carl Milles. Människan och Pegasus (The man and Pegasus) är ett sent verk av Carl Milles, som han skapade 1949. 

## Beskrivning

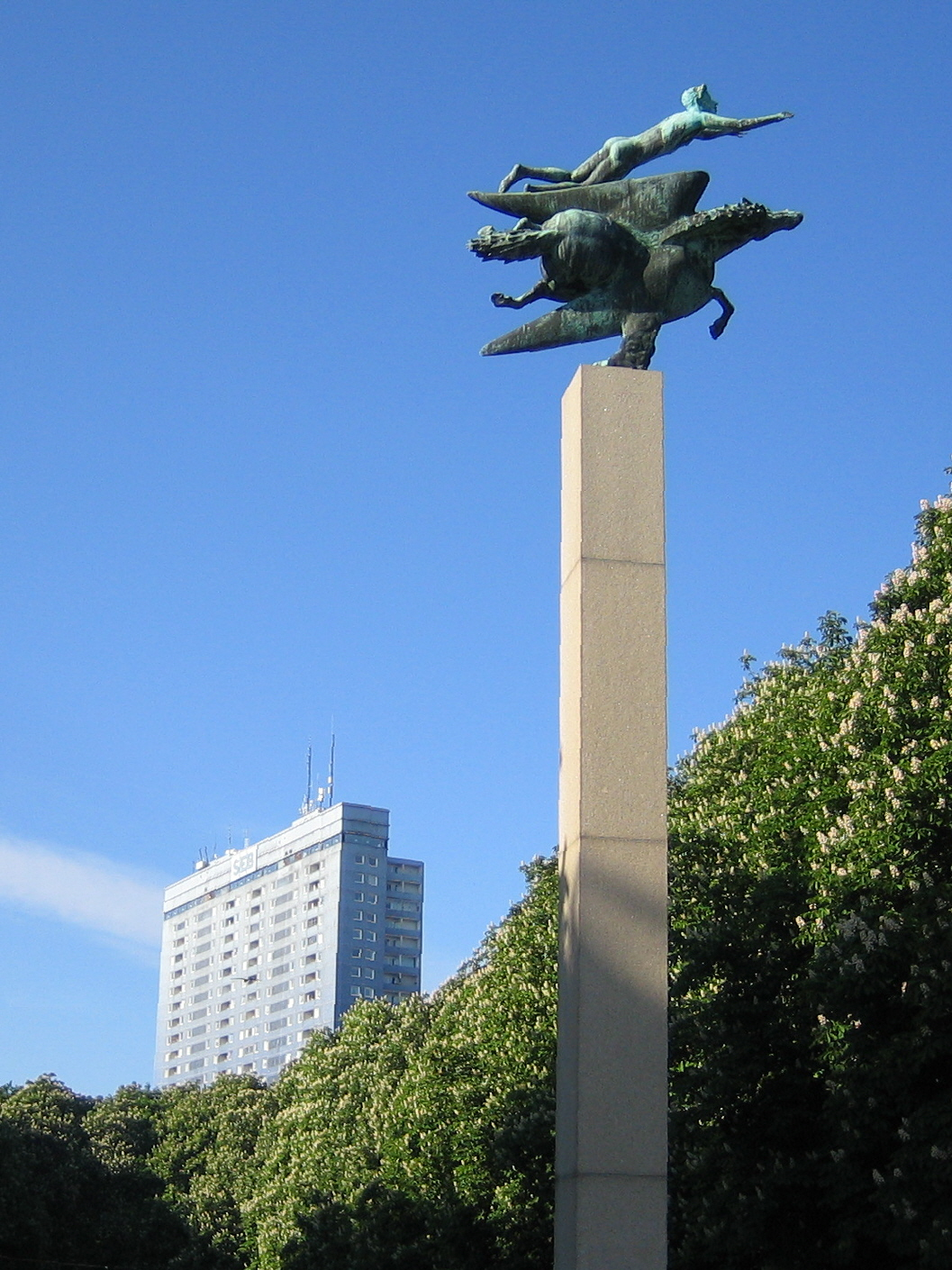
Människan och Pegasus med Kronprinsen i Malmö i bakgrunden

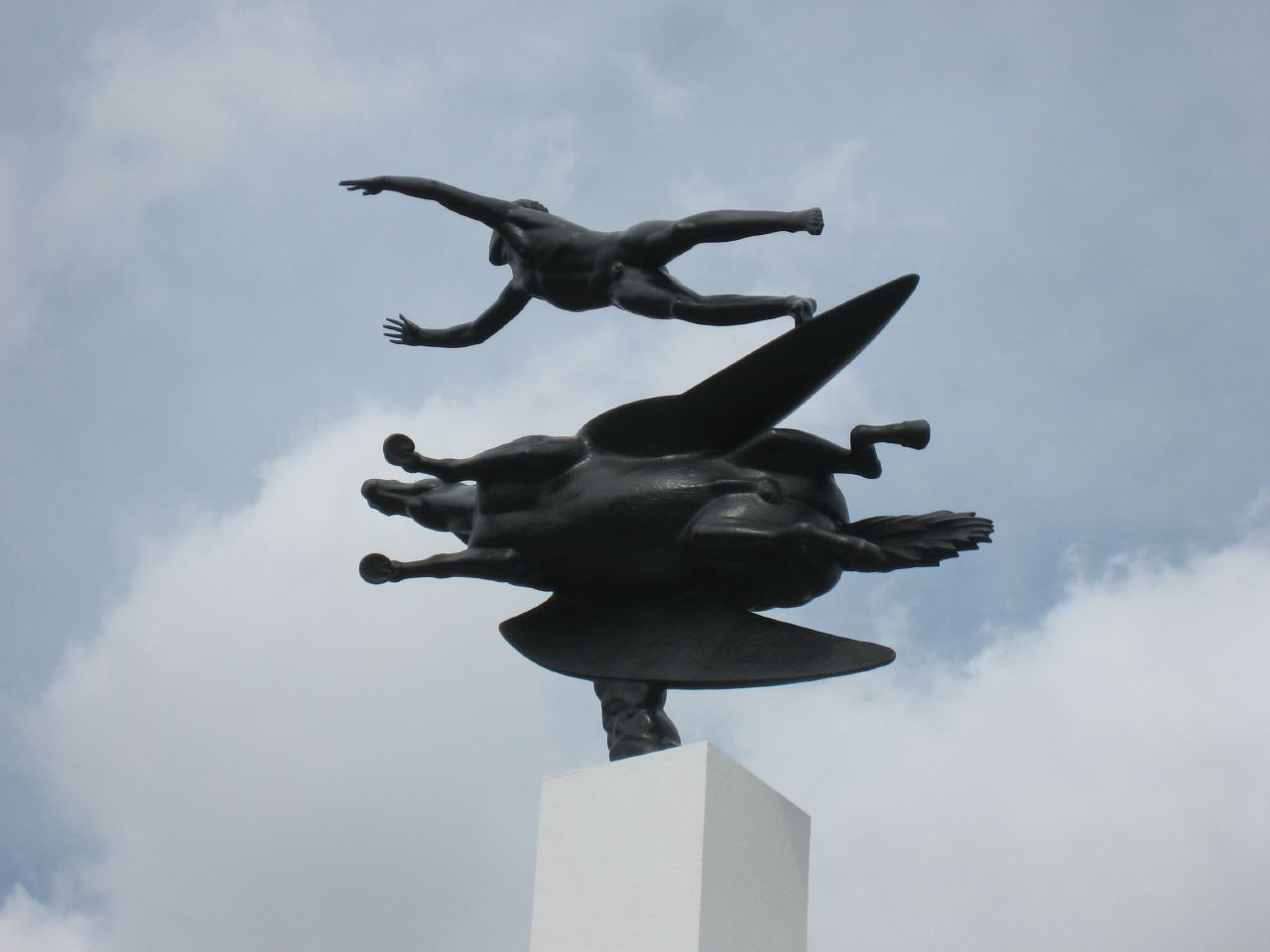
Människan och Pegasus in Skulpturparken Hakone i Japan

Milles själv ansåg att detta var hans djärvaste verk: den grekiska mytologins saga om den bevingade hästen som ville flyga till gudarnas boning Olympen. Pegasos låter sig inte tyglas av människor, men leds av en yngling som endast snuddar med foten vid hans vänstra vinge och i en vid bana följs de åt mot himlen och blir symboler för rätten till konstens och tankens frihet. Milles fångade ögonblicket då Pegasus styrde rakt upp mot himlen. Svårigheten var för Milles att gestalta en tyngdlagsbefriad rörelse.  Hästen flyger diagonalt upp och ytterst på hans övre vingspets balanserar människan på ena fotspetsen. "Den minimala vilopunkten ger maximal upplevelse av flykt, liksom att de två figurerna ses i perspektivet underifrån", konstaterar museimannen Erik Näslund i sin biografi över Milles.

### Skulpturen i världen
Carl Milles fick välja ut den plats i Malmö där konstverket skulle bäst komma till sin rätt, valet föll på Linnéplatsen i Slottsparken där skulpturen skulle kunna beses i vida perspektiv från alla sidor. Skulpturen i Malmö kom från början inte till sin fulla rätt, där den stod på en endast fyra meter hög sockel, det hela blev mycket bättre med en ny, högre granitsockel och 1961 kunde Pegasus lyftas upp till tio meters höjd.
Kopior av Människan och Pegasus finns i Iowa (USA),  Antwerpen, Skulpturparken Hakone i Japan, på Skytteholm, Ekerö kommun samt på Millesgården på Lidingö. Skulpturen var symbol för den svenska ansökan om att arrangera sommar-OS 2004 i Stockholm.

### Sabotage
Mats Hinze dömdes 1998 till sju års fängelse för att ett år tidigare ha försökt spränga skulpturen på Lidingö. Sprängningen uppgavs vara hämnd för polisens razzior mot svartklubben Tritnaha (som drevs av nätverket Frihetsfronten), och en protest mot Stockholms stads ansökan om att få anordna olympiska sommarspelen 2004.